# Paulina Brandberg
Paulina Brandberg (ur. 11 listopada 1983 w Lund) – szwedzka polityk i prawniczka, w latach 2022–2025 minister ds. równości płci i życia zawodowego.

## Życiorys
W 2008 ukończyła studia prawnicze na Uniwersytecie w Lund. Kształciła się również m.in. w Suffolk University Law School w Bostonie oraz na University of Hong Kong. Pracowała w firmie prawniczej i sądzie rejonowym, uzyskała uprawnienia prokuratora, po czym w 2010 podjęła pracę w tym zawodzie. W latach 2018–2019 zajmowała stanowisko sekretarza departamentu w resorcie sprawiedliwości, reprezentowała Szwecję w komitecie eksperckim do spraw międzynarodowej współpracy prawnej w Radzie Europy. W 2019 została prokuratorem w krajowej jednostce zajmującej się zwalczaniem przestępczości międzynarodowej i zorganizowanej z siedzibą w Sztokholmie.
Zajęła się także działalnością publicystyczną. Związała się ze szwedzkimi Liberałami. W październiku 2022 z rekomendacji tej partii została ministrem do spraw równości płci i wiceministrem zatrudnienia w utworzonym wówczas rządzie Ulfa Kristerssona. We wrześniu 2024 została natomiast w tym gabinecie ministrem do spraw równości płci i życia zawodowego. Pod koniec marca 2025 ustąpiła z tego stanowiska.